# Confinament (pel·lícula)
Confinament (originalment en anglès, Confined) és un telefilm canadenco-estatunidenc del 2010 dirigit per Andrew C. Erin. Ha estat doblada al català.

## Sinopsi
Una parella de ciutat se'n va a viure a una zona residencial. Ella està angoixada perquè ha perdut la feina, i ara, a més a més, sospita que els veïns amaguen alguna cosa tèrbola al soterrani. El marit i la policia no se la creuen, i ella es posa a investigar pel seu compte, encara que s'arrisqui a passar per boja i als perills que li pugui portar la investigació.

## Repartiment
- Emma Caulfield: Victoria Peyton
- Michael Hogan: Fritz Wolfram
- David James Elliott: Michael Peyton
- Paul McGillion: inspector Chris Cornell
- Melanie Papalia: Eva Peyton
- Karen Austin: Ellie Wolfram
- Erica Carroll: Careese Neys
- Mandy Playdon: l'adolescent
- Kwesi Ameyaw: el metge
- Travis Turner: el noi desconegut